# Typ Simmering (tramwaje w Timișoarze)
Simmering – seria wagonów tramwaju konnego produkcji austro-węgierskiej, eksploatowanych dawniej w Timișoarze. 

## Historia
Siedem wagonów towarowych, którym nie nadano numerów taborowych, zamówiło ówczesne przedsiębiorstwo Temesvári Közúti Vaspálya Részvénytársaság (TeKöVa Rt.) po tym, gdy w maju 1872 r. z sukcesem przyłączono linię tramwaju towarowego do miejskiej sieci tramwajowej w Timișoarze.
Wagony wyprodukowane zostały przez austro-węgierskie zakłady Maschinen- und Waggon-Fabriks-Aktiengesellschaft Simmering.
Tramwaje Simmering były wyposażone w odkrytą platformę; jedna sztuka takiego wagonu kosztowała 920 forintów. Wozy wykorzystywano do przewożenia beczek z piwem z miejscowego browaru (który nie posiadał jeszcze własnej bocznicy kolejowej) do dworca Timișoara Nord, zlokalizowanego w dzielnicy Iosefin na drugim końcu miasta. Wraz z zakończoną w 1899 r. elektryfikacją sieci tramwajowej, wagony wycofano z regularnej służby.
Jeden z wagonów Simmering służył w późniejszym czasie jako wagon wieżowy; wykorzystywano go do naprawy sieci trakcyjnej jeszcze na początku XXI wieku. Dwa inne tramwaje eksploatowane były do lat 90. XX wieku jako wagony do transportu różnych materiałów. Jeden z ww. wozów stacjonował do 1995 r. na terenie zajezdni Dâmbovița, po czym został zezłomowany.

## Dostawy
W 1872 r. powstało siedem wagonów tego typu.
| Państwo        | Miasto         | Lata dostaw    | Liczba | Oznaczenia |  |  |
| -------------- | -------------- | -------------- | ------ | ---------- |  |  |
| Austro-Węgry   | Timișoara      | 1872           | 7      | brak       |  |  |
| Łączna liczba: | Łączna liczba: | Łączna liczba: | 7      |            |  |  |